# Грин (Ајова)
Грин (енгл. Greene) град је у америчкој савезној држави Ајова. По попису становништва из 2010. у њему је живело 1.130 становника.

## Демографија
Према попису становништва из 2010. у граду је живело 1.130 становника, што је 31 (2,8%) становника више него 2000. године.
| Група             | 2000.         | 2010.         |
| Белци             | 1.080 (98,3%) | 1.109 (98,1%) |
| Афроамериканци    | 3 (0,3%)      | 2 (0,2%)      |
| Азијати           | 3 (0,3%)      | 3 (0,3%)      |
| Хиспаноамериканци | 12 (1,1%)     | 5 (0,4%)      |
| Укупно            | 1.099         | 1.130         |